# Colle del Piccolo San Bernardo
Il colle del Piccolo San Bernardo (col du Petit-Saint-Bernard in francese, col di petchoù-Sèn-Bernar in patois valdostano) è un valico alpino delle Alpi Graie tra Italia e Francia che collega il vallone di La Thuile, valle laterale della Valle d'Aosta, con la Val d'Isère (Tarantasia). La sua altitudine, 2188 m s.l.m., lo rende il colle meno elevato delle Alpi Nord-occidentali e pertanto il passaggio più facile tra le vallate savoiarde e valdostane.

## Storia
Il colle è frequentato fin dall'antichità, come testimoniano ancora i numerosi reperti archeologici e storici che vi si trovano. L'apertura dei tunnel transalpini del Monte Bianco, del Frejus e del Gran San Bernardo ha largamente contribuito a far diminuire la sua importanza.

### Antichità
L'importanza del colle inizia dal neolitico. Le tracce di un vasto cerchio di pietre, o cromlech, sono ancora visibili oggi, malgrado i degradi irreparabili commessi durante la realizzazione della strada carrozzabile (RN90 / SS 26). Secondo certi autori, i lavori della strada avrebbero distrutto un dolmen centrale. Il cromlech traccia un'ellisse di cui l'asse maggiore, perpendicolare alla strada statale, misura circa 72 metri. La sua datazione è problematica.

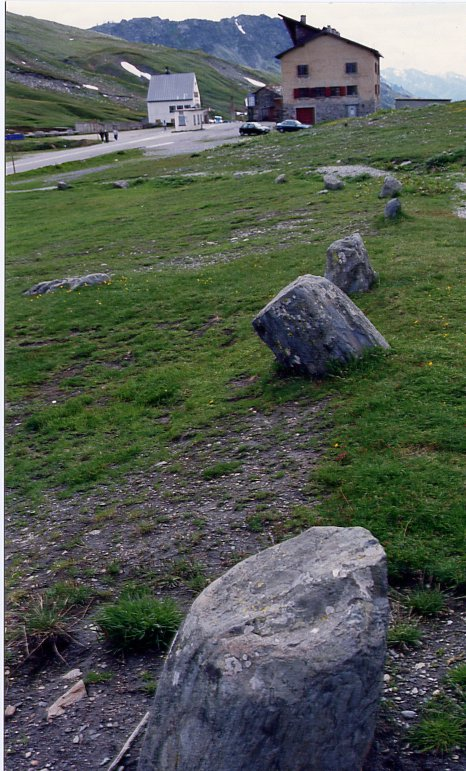
Il colle del Piccolo San Bernardo dalla parte francese. In primo piano le pietre del cromlech; al centro della strada l'antica dogana.

I Salassi, tribù celtica della Valle d'Aosta, attrezzarono in seguito il colle per comunicare con i Ceutroni, loro cugini della Tarantasia. Può darsi che sia stato utilizzato nel 218 a.C. dall'armata di Annibale per attraversare le Alpi.
In seguito, nel 45 a.C., i Romani costruirono, su ordine di Giulio Cesare, una strada che congiungeva Milano a Vienne. È questa la via, chiamata Alpis Graia, che sarà utilizzata fino al 1858, data in cui sarà rimpiazzata dalle attuali strade statali SS26 e RN90. I Romani costruirono anche una mansio, destinata ad ospitare i viaggiatori e a fornir loro dei cavalli freschi. Le sue fondamenta sono ancora visibili sul versante italiano del passo. Essi avrebbero anche edificato un tempio dedicato a Giove, simile a quello del colle del Gran San Bernardo. Questo tempio sarebbe stato ornato da una statua del dio posta sulla sommità di una colonna, la Columna Jovis, localmente in francese Colonne de Joux (nome derivato da Jovis, genitivo di Giove - in latino Jupiter). Il sistema viario veniva più comunemente chiamato Via delle Gallie

### Medioevo
Dopo la caduta dell'Impero romano d'Occidente, all'inizio del medioevo, i centri di potere si spostano da Milano a Pavia e da Lione a Vienne; così il passaggio del colle del Piccolo San Bernardo è in parte soppiantato dal passaggio del colle del Moncenisio, itinerario meno ripido e meno pericoloso. La mansio romana cade allora in rovina o è distrutta durante le grandi invasioni, ma alcuni autori parlano della costruzione di un primo manufatto cristiano fin dal V secolo. Sembra inoltre che, da quel periodo, il colle sia diventato un riparo dei briganti.

### San Bernardo e l'ospizio

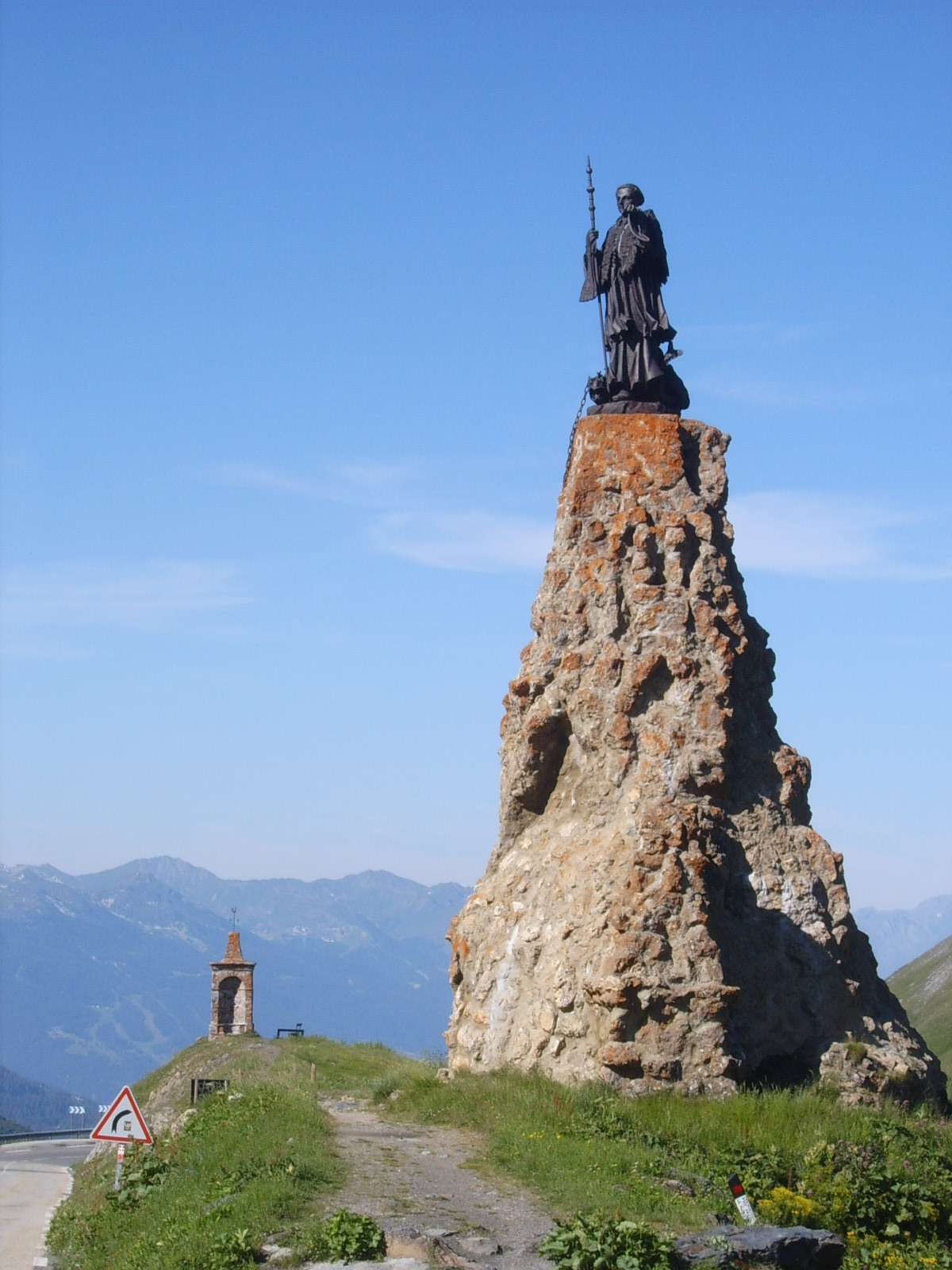
Statua di San Bernardo di Mentone posta al colle del Piccolo San Bernardo.

Intorno all'anno mille, San Bernardo di Mentone (923-1008), futuro patrono degli alpinisti e specialista nella lotta contro il paganesimo, sale al colle per cacciare i demoni ed i briganti. Fonda il primo ospizio, destinato ad assicurare la protezione dei pellegrini contro i briganti e le bizzarrie del clima. L'ospizio dapprima viene costruito sul versante orientale (valdostano); in seguito, danneggiato, viene ricostruito dal vescovo Pietro II di Tarantasia sul suolo della propria diocesi, sul versante ovest (versante savoiardo). Bernardo concepiva la sua organizzazione come un servizio di assistenza gratuita aperto a tutti, talvolta centro di soccorso per i poveri e gli ammalati, rifugio per i pellegrini, i religiosi, i mercanti ed i soldati. Per questo motivo egli riprese l'antica organizzazione romana.
Nel 1752 una bolla del papa Benedetto XIV affida ufficialmente l'ospizio e tutti i suoi beni all'Ordine dei Santi Maurizio e Lazzaro, il quale si incarica del suo funzionamento fino all'inizio del XX secolo, servendo più di diecimila pasti all'anno, soprattutto ai maronniers, persone dei villaggi vicini i quali, in cambio dell'esenzione dal servizio militare, dovevano guidare i viaggiatori che lo desideravano nell'attraversamento del colle. Dopo il suo abbandono e la sua distruzione parziale durante la seconda guerra mondiale, l'ospizio non è mai più stato riaperto.

### La frontiera e l'epoca moderna

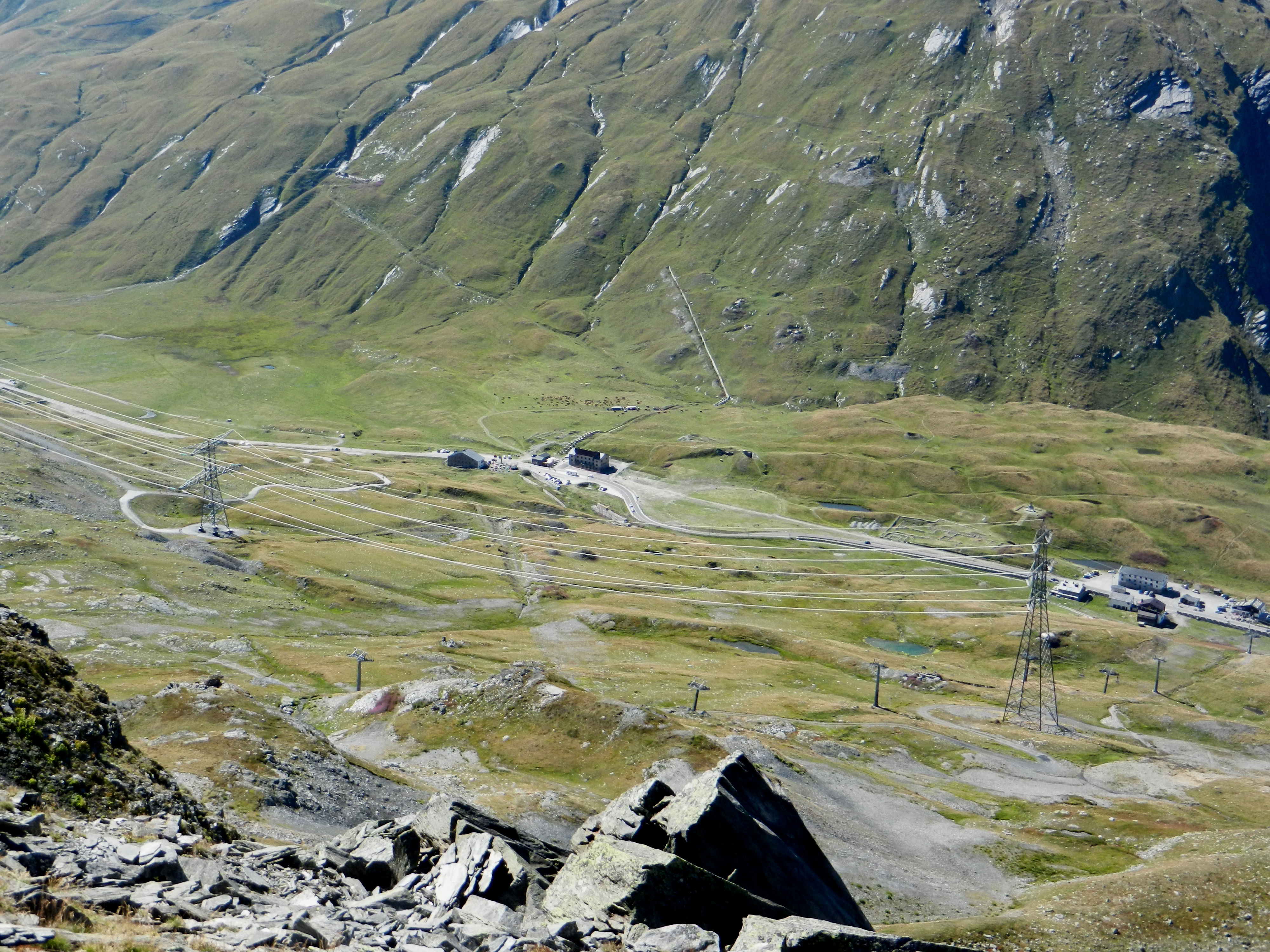
Panoramica del passo dal monte Belvedere

Il colle del Piccolo San Bernardo segna, lungo lo spartiacque tra i ruscelli delle lanches de Savoie e la Dora di Verney, la frontiera naturale (e secolare) tra la Savoia e la Valle d'Aosta. Questa linea rappresenta esattamente un asse di simmetria del cromlech del Piccolo San Bernardo, e ha delimitato fino al 1715 il confine comunale tra Séez e La Thuile. 
Nel 1715, a causa di una epidemia che imperversa in Savoia, i pastori di La Thuile erigono una barriera sanitaria all'ovest del colle, nei dintorni dell'ospizio. Essi annettono di fatto il territorio protetto. Nel 1725 una sentenza ristabilisce parzialmente la situazione iniziale: solamente una metà del territorio confiscato dai valdostani ritorna ai savoiardi.
Durante la Rivoluzione la Francia annette tutto il pianoro; dopo il Congresso di Vienna del 1815 si ritorna alla situazione precedente. Al tempo dell'annessione definitiva della Savoia nel 1860, Napoleone III autorizza l'Italia appena nata a spingere la frontiera fino al di là dell'ospizio e ad inglobarne le sue dipendenze.
Dopo la seconda guerra mondiale, il trattato di Parigi, siglato nel 1947, stipula il ritorno della frontiera allo spartiacque. Ma la commissione topografica incaricata di dare esecuzione al trattato commette un errore facendo passare la frontiera presso la Colonna di Joux. Il comune di Séez protesta e viene eseguita una correzione, facendo correre la frontiera lungo l'asse minore del Cromlech. In cambio l'Italia ottiene che il confine corra sulla cima del Mont Belvédère, e non sul suo versante orientale.

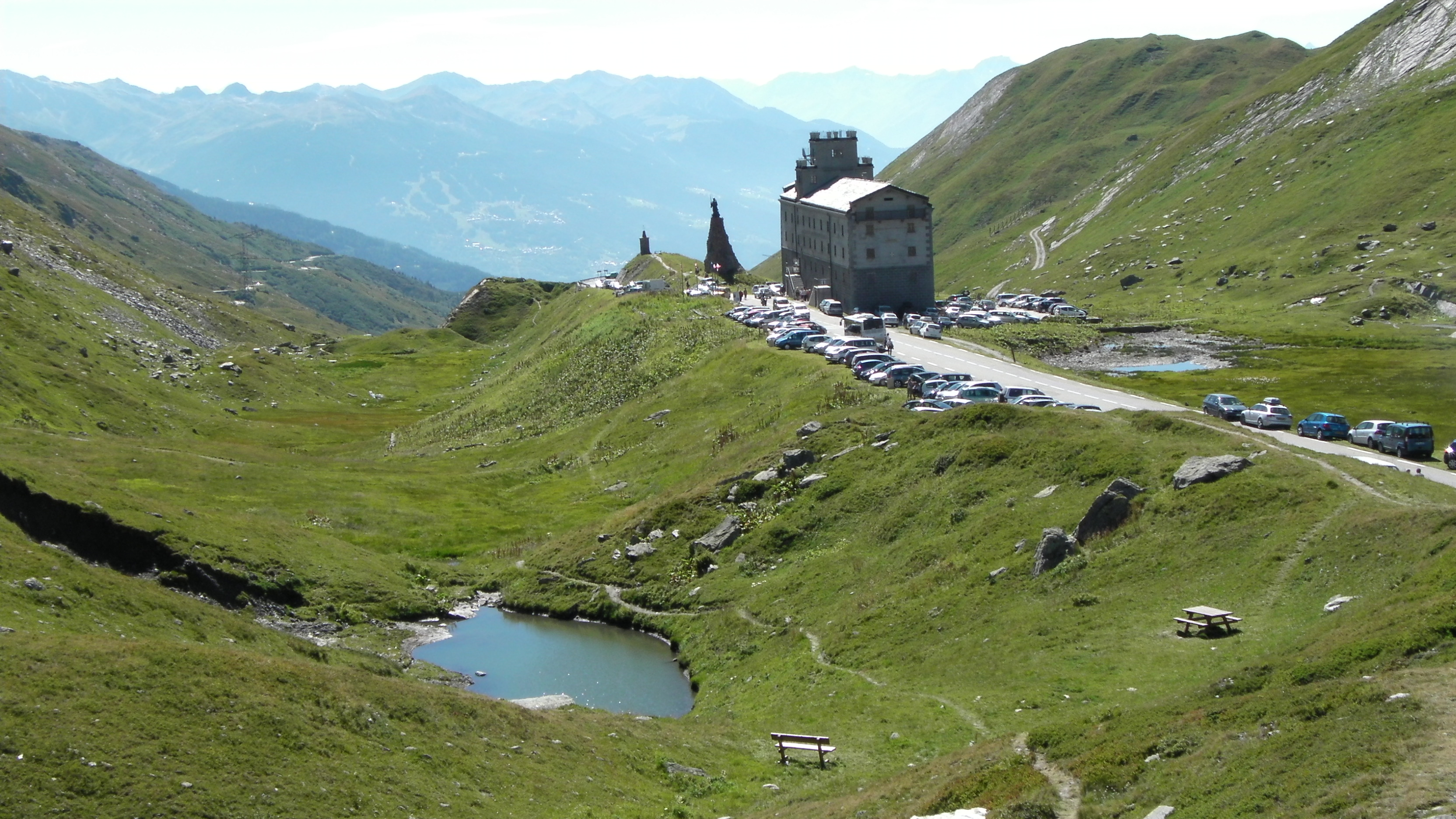
L'ospizio del Piccolo San Bernardo visto dal Giardino alpino Chanousia

Dominio fra i primissimi di Casa Savoia già dal X secolo, La Thuile ricoprì uno strategico ruolo militare tra il XVIII e la prima metà del XX secolo, essendo il Piccolo San Bernardo a guardia del passaggio fra Tarantasia e il Ducato d'Aosta.
Fino al 1706 l'imbocco della Moriana (più importante perché dava accesso più diretto a Torino) e della Tarantasia fu difeso dalla fortezza di Montmélian, che sorgeva poco prima della confluenza fra i fiumi Arc e Isère. Dalla parte valdostana l'accesso alla pianura era bloccato dal forte di Bard.
Durante il XVIII secolo il destino di queste terre fu quello di essere costantemente invase e controllate da forze proprie o alleate del Regno di Francia, allorché quest'ultimo si trovava in campo opposto al Regno di Sardegna. Così avvenne durante la Guerra di successione spagnola (1703-1713) e la Guerra di successione austriaca (1742-1748), ma anche durante la Rivoluzione francese (1792-1796).
Ai tempi della successione di Spagna il valico non fu difeso a causa della scarsità di uomini a disposizione del duca di Savoia, che li concentrò nel forte di Bard. Le vicende andarono diversamente all'inizio della successione d'Austria. Il 10 settembre 1742 la Savoia fu occupata dall'armata del re di Spagna, alleato della Francia; il re Carlo Emanuele III reagì conducendo personalmente in Tarantasia una colonna attraverso il Piccolo San Bernardo, ma in dicembre il re fu costretto a ripiegare verso i valichi per non essere imbottigliato nelle alte valli a causa della neve: la sera del 1º gennaio 1743 la colonna sabauda di Tarantasia completò il transito del Piccolo San Bernardo.
Già il 18 gennaio 1743 Carlo Emanuele III incaricò il luogotenente ingegnere Rembò di condurre una visita di «riconoscimento» dei luoghi e siti da difendere nel Ducato d'Aosta; in base ad essa si progettarono tre ridotte con baraccone relativo per trincerare il Piccolo San Bernardo e fu redatto un piano difensivo dell'intero comprensorio fra il valico e il colle di San Carlo, con le «Istruzioni datte ai rispettivi Comandanti della Tuille, e Valli» in vista di un attacco nemico. L'11 marzo Carlo Emanuele III diede le prime disposizioni in merito e prima della fine del mese si erano stanziate 25.000 lire e stipulati e approvati i contratti per la realizzazione dei
«[…] Trinceramenti, Baracconi, ed altri Travagli da farsi nella Valle d'Agosta e nelle montagne denominate La Thuille, La Blanche, e piccol S.t Bernardo, e luoghi circonvicini, dovunque verrà ordinato per diffesa di que contorni […]»
Tuttavia, i lavori al Piccolo San Bernardo iniziarono «verso il fine di maggio» a causa dell'altitudine e della neve che impediva l'accesso e l'intervento edilizio. Oltre a realizzare i baracconi nella zona del valico, vennero ristrutturati i trinceramenti del Principe Tommaso a guardia del Col d'Arpy, la cui strada immette direttamente su Morgex tagliando fuori tutta la Valdigne. Dall'altra parte gli spagnoli rinforzarono il presidio della Tarantaise e fortificarono Bourg-Saint-Maurice, ai piedi della strada del Piccolo San Bernardo, alla fine di luglio. Ciononostante nel 1743 le fortificazioni valdostane non furono attaccate dagli Spagnoli, né lo furono per tutto il corso della guerra. 
Nel 1792 la Savoia fu occupata stabilmente dalle truppe rivoluzionarie e le posizioni del Piccolo San Bernardo tornarono a segnare un confine fra due terre che straniere non erano. Per tutto il 1793 l'armata sarda tenne le posizioni impedendo ai Francesi di prendere il controllo del valico e minacciare il Piemonte come era avvenuto novant'anni prima. È citata per quest'epoca la presenza di opere fortificate anche alle falde del Mont Valaisan, probabilmente nel sito detto oggi la Redoute Ruinée, dove sorge una fortificazione permanente francese. 
Le opere sabaude, in gran parte obliterate dal forte ottocentesco, governavano da quell'altura l'intero settore del valico, i trinceramenti degli anni '40 del XVIII secolo e il versante savoiardo sopra La Rosière. I trinceramenti del Piccolo San Bernardo cessarono di svolgere la funzione per cui erano stati creati il 23 aprile 1794, quando il capitano Begoz del Reggimento bernese di Rockmondet al servizio del Re di Sardegna consegnò la ridotta del Mont Valaisan, permettendo ai repubblicani di minacciare sul fianco sinistro i difensori del valico, attestati nelle opere sopra descritte, e costringendoli ad un rapido ripiegamento, per andare a ricompattarsi presso il campo del Principe Tommaso, lasciando in mano francese La Thuile (che si tentò invano di riprendere a giugno). Tali posizioni rimasero invariate fino al 1796, quando la Guerra delle Alpi finì con la vittoria francese, grazie alla Campagna d'Italia guidata da Napoleone Bonaparte.
La struttura difensiva del valico fu spogliata a partire dall'inizio del XIX secolo, in seguito all'abbandono del complesso difensivo. Oggi il terreno ha conservato ancora notevoli vestigia delle opere fortificate di cui fanno menzione i documenti. Lo studio di tali strutture, rilevate in seguito a ricognizione archeologica e messe a confronto con le testimonianze archivistiche, è attualmente in corso d'opera.

### Il giardino botanico alpino Chanousia

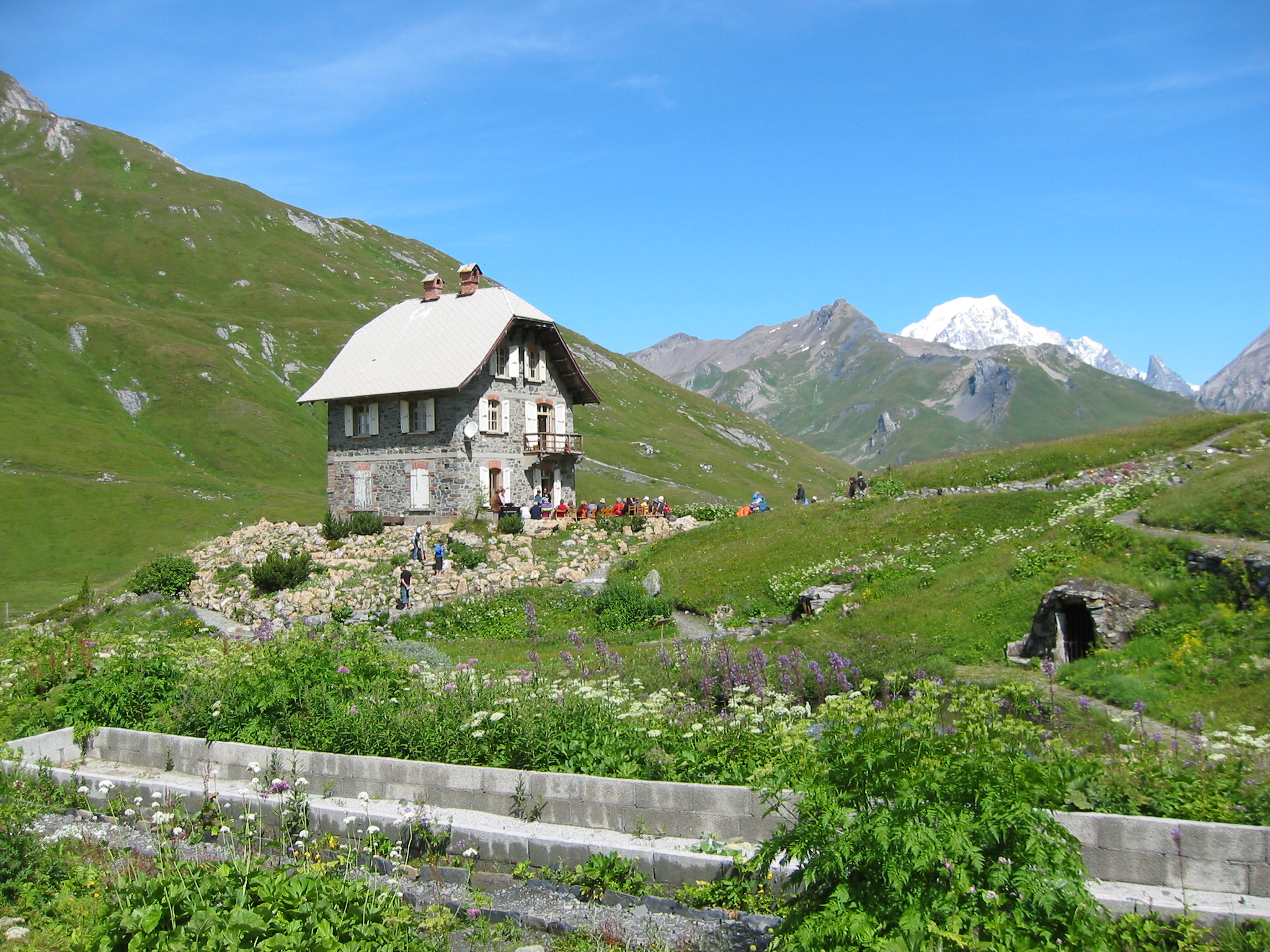
Il giardino botanico alpino Chanousia

Dal 1860 al 1909 l'ospizio del Piccolo San Bernardo, allora in territorio italiano, è stato diretto dall'abate Pierre Chanoux. Quest'ultimo, appassionato di botanica, realizzò a partire dal 1880 davanti all'ospizio un piccolo giardino alpino, la cui nascita «venne formalizzata nel 1893 con una delibera del comune di La Thuile», e chiamato Chanousia in onore del suo fondatore.
Diretto o sostenuto successivamente da famosi studiosi italiani come i professori Lino Vaccari e Marco De Marchi, venne ad ospitare più di 4000 specie di piante alpine. Completamente devastato nei combattimenti della seconda guerra mondiale, fu in seguito abbandonato. Nel 1978 la Société de la Flore Valdôtaine, sotto la direzione di Efisio Noussan, gli ridiede vita. Si trova attualmente in territorio francese ed è cogestito dal dipartimento della Savoia.

## L'epoca moderna

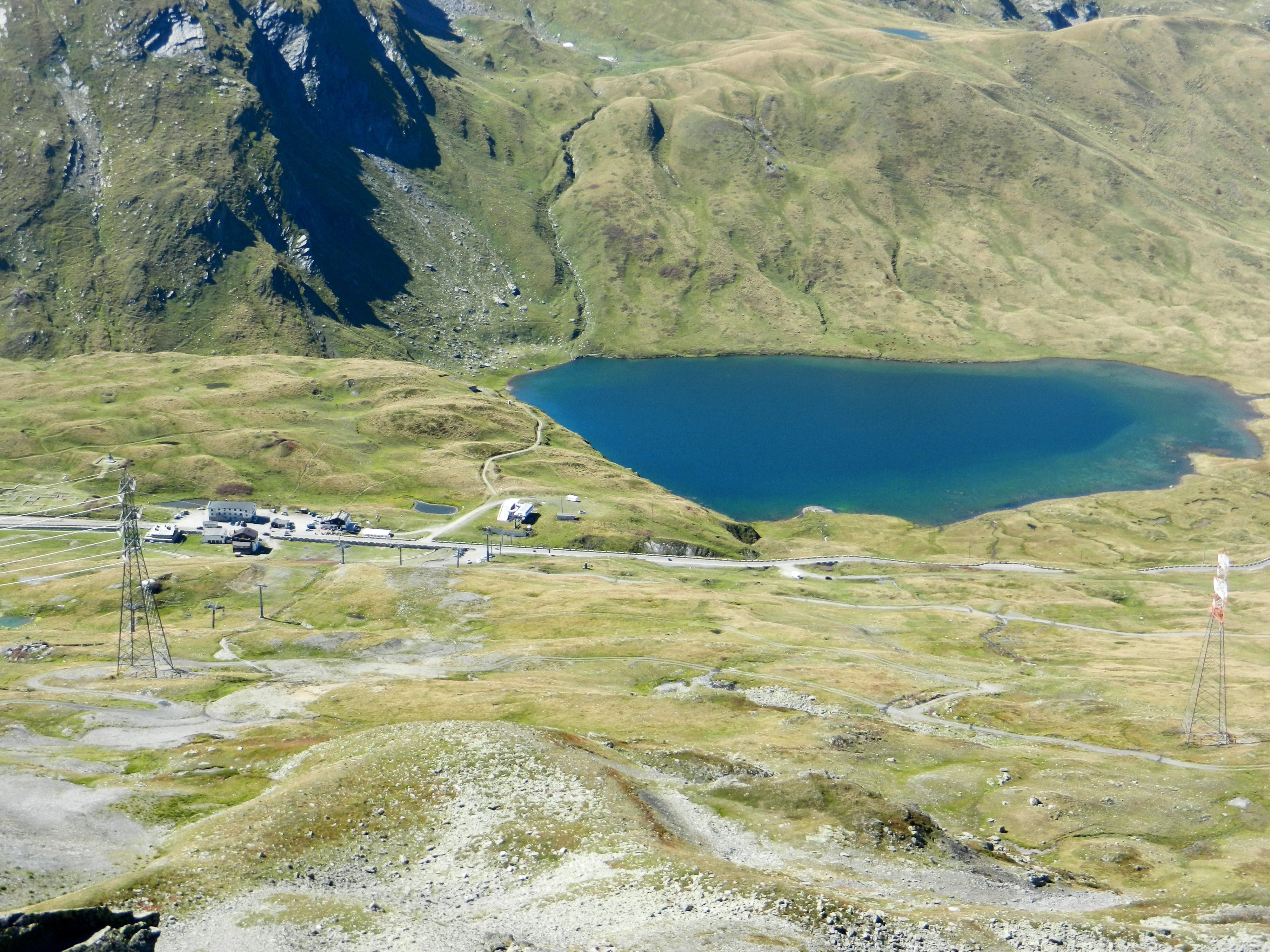
Il lago Verney, in territorio italiano prima del colle

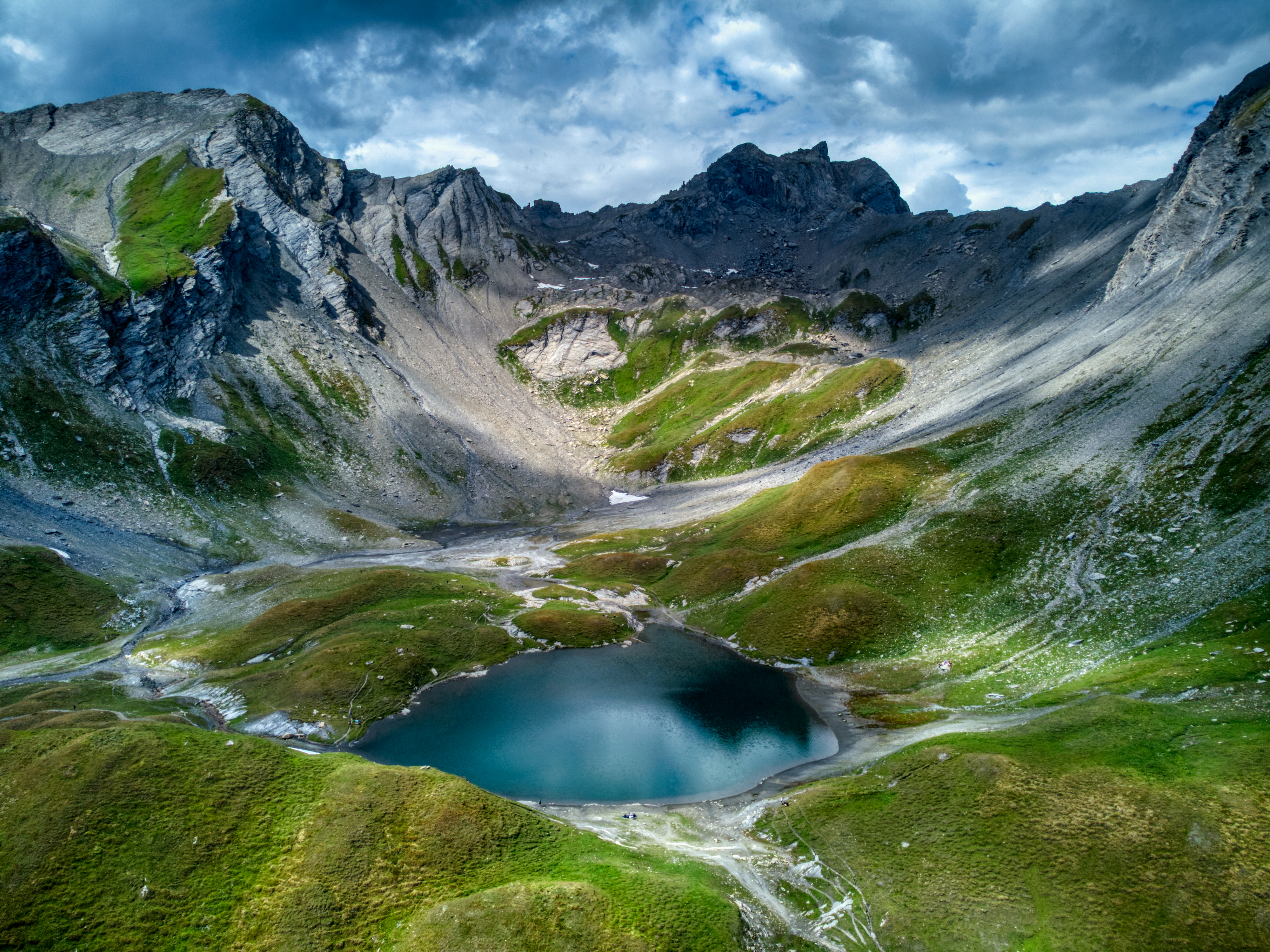
Lac Sans Fond, in territorio francese

Quando fu realizzata la stazione invernale di La Rosière, nei primi anni cinquanta, i suoi fondatori avevano già pensato ad un collegamento sciistico, attraverso il valico, con i loro vicini valdostani di La Thuile. Infatti la strada del colle è chiusa durante i mesi di innevamento. Dal 1984 la seggiovia di Chardonnet e lo skilift di Bellecombe, lato francese, e la seggiovia del Belvedere, lato italiano, aprono agli sciatori un comprensorio, chiamato Espace San Bernardo, di 3000 ettari e 160 km di piste, servito oggi da 38 risalite meccaniche.
Dal 2012 sono presenti anche due webcam e una stazione meteo.

## Passeggiate
Il colle costituisce il punto di partenza per la salita alla vetta del Lancebranlette (circa tre ore), che offre un punto di vista originale della vetta del Monte Bianco (orientamento nord-sud).

## Lago Verney
Appena sotto il Colle, in territorio italiano, si trova il lago Verney (fr., Lac du Verney), uno dei più grandi laghi naturali della Valle d'Aosta. Il lago, di origini glaciali e molto profondo (fino a 40 metri) ospita una gran quantità di pesci ed è quindi meta di pescatori.